# Jacques Cujas

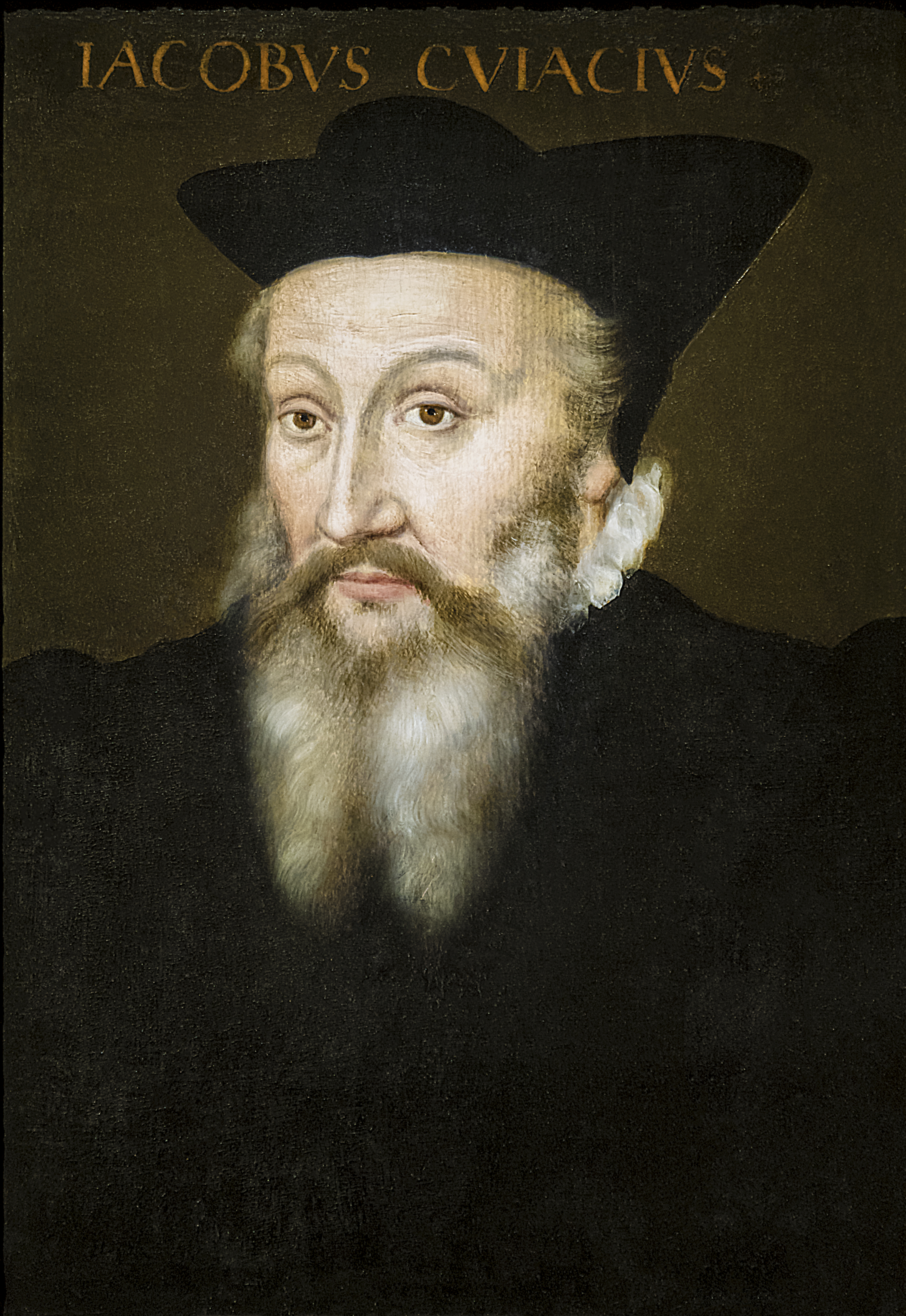
Jacques de Cujas.

Jacques Cujas eller Jacobus Cujacius, född omkring 1520, död 4 oktober 1590, var en fransk rättslärd.
Cujas var från 1554 professor, under större delen av tiden i Bourges. Cujas, som med goda språkkunskaper förenade historiskt sinne och juridisk tolkningsförmåga, har grundlagt den historiska skolan inom rättsvetenskapen och förvärvat europeisk ryktbarhet. Som mera analytiker än systematiker utgav Cujas Observationes et emendationes (1574 ff.) samt Opera (den fullständigaste upplagan utgavs i 10 band 1658).

Opera omnia, 1778